# Anna Komorowska

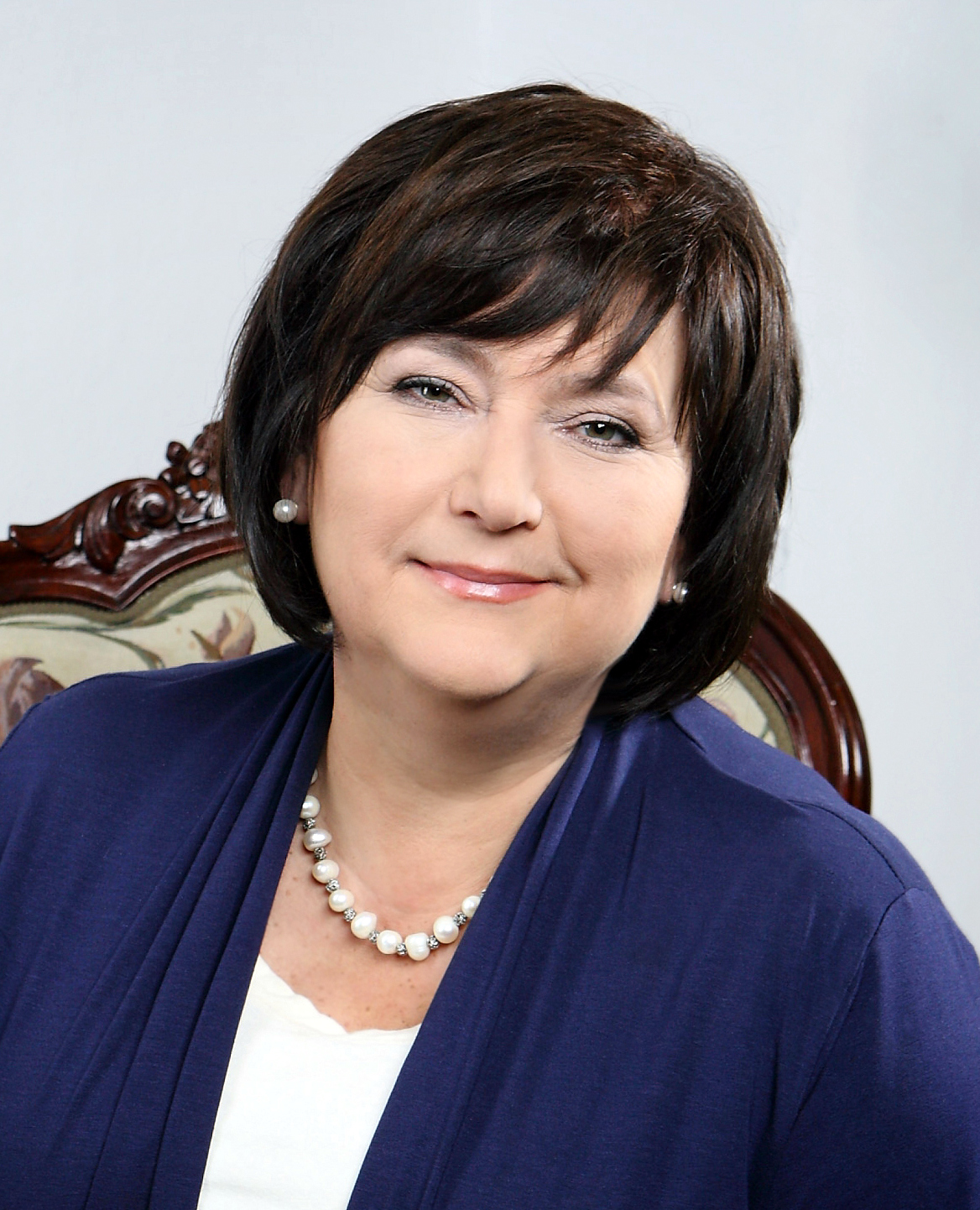
Anna Komorowska (2010)

Anna Julia Komorowska (* 11. Mai 1953 in Warschau als Anna Julia Dziadzia, später Dembowski) ist eine polnische Lehrerin und Ehefrau von Bronisław Komorowski, der vom 6. August 2010 bis zum 6. August 2015 Präsident der Republik Polen war.

## Leben
Anna Julia Dziadzia wurde 1953 in Warschau als Tochter von Jan Dziadzia und Józefa Deptuła (geborene Rojer) geboren. Sie hat keine Geschwister. Beide Eltern arbeiteten für das kommunistische Ministerium für Öffentliche Sicherheit in der Volksrepublik Polen. Ihre Großeltern mütterlicherseits, Wolf und Estera Rojer, wurden im Holocaust getötet. Die Familie änderte später ihren Namen in Dembowski. Sie studierte an der Universität Warschau Klassische Philologie und schloss ihr Studium mit einem Master ab. Danach war sie für einige Zeit als Lateinlehrerin tätig. Im Jahr 1970 lernte sie ihren späteren Ehemann Bronisław Komorowski kennen. Das Paar heiratete 1977 und bekam fünf Kinder: Zofia (geb. 1979), Tadeusz (geb. 1981), Maria (geb. 1983), Piotr (geb. 1986) und Elżbieta (geb. 1989). Nach der Einführung des Kriegsrechts in Polen 1981 wurde ihr Ehemann interniert.

## Auszeichnungen
- 2011: Nordstern-Orden, Schweden
- 2012: Orden des heiligen Karl, Monaco